# Филимончук, Иван Иванович
Иван Иванович Филимончук (1907 — ?) — советский инженер-энергетик.

## Биография
Окончил Киевский энергетический институт (1930).
Работал инженером по монтажу электроустановок (1930—1936) и на строительстве ЛЭП и подстанций (1936—1939).
В 1939—1955 главный инженер строительства высоковольтных сетей Донбасса и Приднепровья. В !941-1942 в эвакуации в Миассе. В 1943 г. был одним из руководителей восстановления энергосистемы Сталинграда и Северного Кавказа.  
В 1955—1959 главный инженер Главэлектросетьстроя Министерства строительства электростанций.
В 1959 -? начальник Главцентрэлектросетьстроя Министерства строительства электростанций СССР.
Публикации: 
- Опыт работы передовых механизированных колонн по скоростному строительству и сооружению высоковольтных линий электропередачи на железобетонных опорах [Текст] : Сообщения... / И. И. Филимончук, Э. С. Фельд. - Москва : Госэнергоиздат, 1959. - 25 с. : черт.; 22 см. - (Материалы/ Всесоюз. совещание по энергет. строительству).
- Свайные железобетонные фундаменты для опор линий электропередачи. Энергоиздат, 1956.
- О строительстве линий электропередачи организациями Главцентрэлектросетьстроя. М., 1964. 46 с. 22 см.

## Награды и премии
Ленинская премия 1962 года — за участие в создании линий электропередачи 500 кВ переменного тока.